# Уланова, Нина Георгиевна
Нина Георгиевна Уланова (род. 30 октября 1952, Москва) — советский и российский геоботаник, доктор биологических наук, профессор кафедры экологии и географии растений (геоботаники) биологического факультета МГУ им. М. В. Ломоносова.
Специалист в области лесоведения, фитоценологии и популяционной биологии. Популяризатор науки о лесах в СМИ.
В 1975 г. окончила биологический факультет МГУ. В 1981 г. защитила кандидатскую диссертацию на тему «Влияние вывалов деревьев на лесной фитоценоз». Научный руководитель — Т. А. Работнов. В 2006 г. защитила докторскую диссертацию на тему «Восстановительная динамика растительности сплошных вырубок и массовых ветровалов в ельниках южной тайги: на примере европейской части России».